# Hammer (Nürnberg)
Hammer ([ˈhamɐ] ) ist ein Teil des Stadtgebiets von Nürnberg und des statistischen Bezirks 94 (Laufamholz).

## Lage
Die ehemalige Industriesiedlung Hammer liegt im Stadtteil Laufamholz am südlichen Ufer der Pegnitz etwa 4 km östlich von Nürnbergs Stadtkern. Die Staatsstraße 2241 verläuft östlich zur Anschlussstelle 87 der Bundesautobahn 3 bzw. westlich zur Bundesstraße 4 R.

## Geschichte
Bereits 1372 stand in Hammer eine Mühle. Aus ihr entwickelte sich ein Industriegut. Neben der Mühle befand sich auch ein Messinghammer. Die Ansiedlung wurde im Zweiten Markgrafenkrieg 1552 zerstört. Familie Kanler baute das Hammerwerk als Drahtziehermühle wieder auf und umgab das Gebiet mit einer Mauer. 1681 standen in Hammer ein Herrenhaus, Arbeiterwohnungen, eine Schule, ein Wirtshaus, Stallungen und wirtschaftliche Gebäude, eine Mahlmühle, eine Glühhütte und ein Brennofen. Die Firma Johann Volkamer & Co. übernahm 1718 das Messingwerk.
Gegen Ende des 18. Jahrhunderts gab es in Hammer 6 Anwesen (1 Hammer mit Schmiede, Schmelzwerk, Mahlmühle und mehrere Häuser). Das Hochgericht übte die Reichsstadt Nürnberg aus, was von den brandenburg-ansbachischen Ämtern Schwabach und Schönberg bestritten wurde. Die Grundherrschaft über alle Anwesen hatten die Nürnberger Eigenherren von Forster und von Volckamer gemeinsam inne.
Ab 1796 unterstand Hammer unter der Verwaltung Preußens. Nach der Eingliederung Frankens in das Königreich Bayern (1806) war das „Messing- und Lahngoldwerk Hammer“ die größte Fabrik im Nürnberger Land. Im Rahmen des Gemeindeedikts wurde Hammer dem 1808 gebildeten Steuerdistrikt Laufamholz und der im selben Jahr gegründeten Ruralgemeinde Laufamholz zugeordnet. In der freiwilligen Gerichtsbarkeit unterstand der ganze Ort bis 1848 dem Patrimonialgericht Hammer.
1814 ging das kleine Dorf an die mit Volckamers verwandte Familie von Forster über. Der Sandstein-Obelisk, der heute noch auf dem Christoph-Carl-Platz steht, wurde von der Familie von Forster aus dem ehemaligen Volckamerschern Garten in Gostenhof in das Fabrikgut Hammer verlagert. Ein 1815 errichtetes Walzwerk wurde ab 1871 durch Turbinen betrieben. 1894 wurden die Hämmer durch Walzwerke ersetzt. Es wurde ein eigenes Stromnetz aufgebaut, mit dem die Ortschaften östlich von Hammer mit Strom versorgt wurden. Die Stromversorgung ging 1930 an das Fränkische Überlandwerk. Die Bombenangriffe im Zweiten Weltkrieg verschonten auch das kleine Fabrikgut nicht. Die von Herrn von Forster eingereichten Pläne für einen Wiederaufbau wurden abgelehnt. 1958 wurde das Werk endgültig stillgelegt und an die Energie- und Wasserversorgung AG (heute N-Ergie AG) verkauft. 1977 wurde Hammer als industriegeschichtliches Ensemble unter Denkmalschutz gestellt.
1938 wurde Hammer in die Stadt Nürnberg eingemeindet.

### Baudenkmäler
- Ehemaliges Herrenhaus
- Ehemaliges Gasthaus Einkehr zum Hammer
- Ehemaliges Kontorgebäude
- Arbeiterwohnhäuser

### Einwohnerentwicklung
| Jahr      | 001818 | 001840 | 001861 | 001871 | 001885 | 001900 | 001925 |
| Einwohner | 160    | 188    | 183    | 194    | 181    | 302    | 390    |
| Häuser    | 36     | 20     |        |        | 25     | 42     | 115    |
| Quelle    | [ 6 ]  | [ 7 ]  | [ 8 ]  | [ 9 ]  | [ 10 ] | [ 11 ] | [ 12 ] |

## Religion
Der Ort ist seit der Reformation überwiegend protestantisch. Die Einwohner evangelisch-lutherischer Konfession sind nach Heilig Geist gepfarrt, die Einwohner römisch-katholischer Konfession sind nach St. Karl Borromäus gepfarrt.